# M0n0wall
m0n0wall est une distribution FreeBSD (UNIX) fondée par Manuel Kasper dont l'ambition est de fournir les services d'un pare-feu professionnel dans un système embarqué.
Le développement du logiciel s’arrête le 15 février 2015 (12 ans après sa sortie), l'auteur indiquant que de meilleurs solutions existent et dont le développement est actif, notamment OPNSense, depuis le fork en 2014.

## Description
La solution logicielle est orientée pour une utilisation dans un environnement minimaliste afin de s’intégrer au sein d'un appareil dédié, comme les systèmes embarqués, le logiciel ne faisant que 5 Mo[réf. nécessaire].

## Historique
Le concepteur du logiciel, Manuel Kasper, souhaitait disposer d'une interface web pour contrôler son pare-feu, au lieu de passer par une interface en ligne de commande.

## Support
Elle peut tenir sur une clé USB, un CD-ROM ou un disque dur. La combinaison d'un CD-ROM et d'une disquette, ou simplement l'utilisation d'une clé USB permet de ne pas utiliser de disque dur, et ainsi de réduire le bruit et la production de chaleur.

## Sécurité
En 2011, Synetis prévient qu'une faille de type CSRF existe ; elle est corrigée dans la version 1.34.